# Agnes Bernelle
Agnes Bernelle (geboren 7. März 1923 in Berlin; gestorben 15. Februar 1999 in Dublin; geborene Agnes Bernauer) war eine deutsch-ungarisch-britisch-irische Sängerin, Schauspielerin und Regisseurin. 

## Leben
Agnes Bernelle wurde als Tochter des deutsch-österreichischen Schauspielers, Regisseurs, Theaterleiters und Autors Rudolf Bernauer und seiner zweiten Frau Emmy Erb geboren. Sie trat bereits als Kind in Joe Mays Film Eine tolle Ballnacht auf.
1936 emigrierte sie mit einem ungarischen Pass mit ihrer Mutter zu ihrem bereits im Exil lebenden Vater nach London. 
Dort wurde sie Schauspielerin in Revuen und am Theater und trat im Kabarett 24 schwarze Schafe der österreichischen Exilanten auf. Im Rundfunk arbeitete sie für die deutschsprachigen Kriegspropagandasendungen des Office of Strategic Services sowie für den britischen Tarnsender Kurzwellensender Atlantik, der sich den Anschein gab, ein von der deutschen Marineführung betriebener Radiosender zu sein. Sein Ziel war die Zersetzung und Demoralisierung der Wehrmacht durch das Stiften von Verwirrung und Falschinszenierungen. Er kombinierte auf unterhaltsame Weise im Jargon gesprochene bunte Informationen aus Kreisen der deutschen Flotte mit schmissiger Musik. Einer Anekdote zufolge wurde von Bernelle, deren Tarnname Vicky lautete, einmal über den Sender berichtet, ein namentlich benannter U-Boot-Kommandeur, der seit zwei Jahren nicht mehr bei seiner Familie gewesen war, sei Vater von Zwillingen geworden, was diesen angeblich dazu motivierte, zu den Briten überzulaufen.
Nach dem Krieg arbeitete sie als Schauspielerin und Regisseurin auf der Bühne in Film und Fernsehen.
Seit 1963 lebte sie in Dublin. 1997 veröffentlichte sie ihre Autobiografie The Fun Palace (deutsch: Schöneberg – West End).
Bekannt wurde sie auch als Chansonsängerin.